# In Bed with Madonna
Pour plus de détails, voir Fiche technique et Distribution.
In Bed with Madonna (Madonna: Truth or Dare) est un film documentaire américain réalisé par Alek Keshishian sorti en 1991. Les extraits du concert ont été enregistrés le 6 juillet 1990 au Palais omnisports de Paris-Bercy.

## Synopsis
Les caméras d'Alek Keshishian se promènent dans les coulisses du Blond Ambition Tour, la tournée mondiale de Madonna qui s'est déroulée en 1990 de Tokyo à Nice en passant par les États-Unis, dévoilant ainsi l'intimité de la star aussi bien lors de ses concerts que dans le cadre de sa vie privée.

## Fiche technique
- Titre original : Madonna: Truth or Dare
- Réalisation : Alek Keshishian
- Montage : Barry Alexander Brown
- Musique : Madonna
- Format : 35 mm - 1.85:1 - couleur / noir et blanc
- Langue : anglais
- Production : Tim Clawson, Jay Roewe
  - Production supervisée : Steve Golin, Sigurjon Sighvatsson
  - Production associée : Daniel Radford
  - Production déléguée : Madonna
- Distribution :
  -  États-Unis : Miramax Films
  -  Europe : Dino De Laurentiis Communications
- Genre : documentaire
- Durée : 122 minutes
- Budget : 4,5 millions de dollars américains
- Dates de sortie : 
  - États-Unis : 10 mai 1991
  - France : 15 mai 1991
- Box-office : 29 millions de dollars américains

## Distribution
- Madonna (VF : Maïk Darah)
- Pedro Almodóvar
- Antonio Banderas (VF : Bernard Gabay)
- Warren Beatty (VF : Bernard Tiphaine)
- Sandra Bernhard
- Luis Camacho
- Christopher Ciccone (VF : Frédéric Norbert)
- Martin Ciccone
- Silvio Ciccone
- Oliver Crumes Jr.
- Oliver Crumes Sr.
- Donna De Lory
- Joanne Gaire
- Sharon Gault (VF : Odile Schmitt)
- Salim Gauwloos
- Jose Guitierez
- Niki Harris
- Moira McFarland-Messana
- Kevin Alexander Stea
- Gabriel Trupin
- Carlton Wilborn
- Manuel Bandera
- Luis Conte
- Kevin Costner (VF : Michel Papineschi)
- Melissa Crowe
- Adam Curry
- Freddy DeMann
- Matt Dillon
- Jean-Paul Gaultier
- Darryl Jones
- Kevin Kendrick
- Ana Leza
- Jonathan Moffett
- Coati Mundi
- Olivia Newton-John
- Al Pacino
- Vincent Paterson
- Mandy Patinkin
- Lionel Richie
- Alan Wilder
- David Williams
- Jai Winding
- Ana Leza (non créditée)